# François-Ernest de Hesse-Darmstadt
François Ernest de Hesse-Darmstadt (né le 25 janvier 1695 à Gießen et décédé le 8 janvier 1716 à Darmstadt) est un noble allemand.
Il est le troisième fils du comte Ernest-Louis de Hesse-Darmstadt (1667-1739) de son mariage avec Dorothée Charlotte de Brandebourg-Ansbach (1661-1705), fille du margrave Albert II de Brandebourg-Ansbach.
Il remplace son frère Charles Guillaume de Hesse-Darmstadt, en tant que Colonel du régiment de Hesse-Darmstadt Kreis après sa mort pendant la Guerre de Succession d'Espagne.